# Toliara flygplats
Tulear är en flygplats i Madagaskar. Den ligger i den sydvästra delen av landet, 600 km sydväst om huvudstaden Antananarivo. Tulear ligger 8 meter över havet.
Terrängen runt Tulear är huvudsakligen platt, men åt sydost är den kuperad. Havet är nära Tulear åt sydväst. Runt Tulear är det tätbefolkat, med 511 invånare per kvadratkilometer. Närmaste större samhälle är Toliara, 7,3 km nordväst om Tulear. 